# Frida Hallgren
Frida Sophia Hallgren (født 16. december 1974 i Stockholm) er en svensk skuespillerinde. Hun har for eksempel medvirket i film som Slangebøssen (1993), Hånden på hjertet (2000), Som i himlen (2004) og Til døden os skiller (2007). Derudover har hun optrådt i tv-serier som Tre kronor, Krøniken og Livet i Mattelandet.
Hallgren har været nomineret til Guldbagge-prisen to gange i henholdsvis 1996 og 2005.

## Udvalgt filmografi
- Det första äventyret (1988)
- Sort Lucia (1992)
- Slangebøssen (1993)
- Tre kronor (tv-serie, 1994-1995)
- 30:e november (1995)
- Hånden på hjertet (2000)
- Som i himlen (2004)
- Krøniken (tv-serie, 2006-2007)
- Til døden os skiller (2007)
- Kommissæren og havet (tv-serie, 2007-2018)
- En gang i Phuket (2011)
- Maria Wern (tv-serie, 2012)
- Hamilton 2 - Men ikke hvis det gælder din datter (2012)
- Sune på bilferie (2013)
- Sune på fjeldet (2014)
- Således også på jorden (2015)
- Gilberts grusomme hævn (2016)
- Monky - en lille abe med en stor hemmelighed (2017)
- 95 (2017)
- Livet i Mattelandet (tv-serie, 2019)
- Helt perfekt (tv-serie, 2020)